# Poppin'FLAG!!!
『Poppin'FLAG!!!』（ポッピンフラッグ）は、2017年10月5日から2025年3月28日までFM802で放送されていたラジオ番組。

## 概要
DJの板東と同じ年代の女性をターゲットにファッション、ホビー、映画などを音楽と共に紹介する。X（旧Twitter）の番組公式ハッシュタグは「#ポピフラ」。
2023年4月の番組改編に伴い、2023年4月7日に毎週金曜日18:00 - 20:00に放送枠が移動した。
2025年3月をもって放送を終了。深夜放送時を含めると約7年半の放送となった。

## 放送時間
- 毎週金曜 18:00 - 20:00（2023年4月7日 - 2025年3月28日）

### 過去の放送時間
- 毎週木曜 0:00 - 3:00（水曜深夜、2017年10月5日 - 2018年3月29日）
- 毎週木曜 1:00 - 4:00（水曜深夜、2018年4月5日 - 2019年9月26日）
- 毎週水曜 1:00 - 4:00（火曜深夜、2019年10月2日 - 2020年4月1日）
- 毎週水曜 0:00 - 3:00（火曜深夜、2020年4月8日 - 2023年3月29日）

## DJ
- 板東さえか
  - 2024年9月13日放送は板東が休暇中の為、加藤真樹子が代演した。

## コーナー
#OPEN COUNTRY Stompin'FLAG!!!
18:20 - 18:40
関西近郊または関西から行けるスポット、イベントに板東自ら出向き、フラグを立てて紹介するコーナー。番組内で紹介したお店などは番組公式サイトや板東のInstagramに掲載される他、板東のInstagramでは取材している様子が生配信されることがある。
2024年3月は開業3周年となる心斎橋パルコ ネオン食堂街の紹介とコラボイベントの実施に伴い、心斎橋パルコが提供となっていた。
2024年5月からは「OPEN COUNTRY」シリーズをこよなく愛する女子「#オプカン女子」をフィーチャーして、関西から行けるドライブ旅やリスナーから募集したオススメのドライブスポットの紹介に伴い、TOYO TIREが提供となっている。2025年1月から「#オプカン女子」から「#OPEN COUNTRY」にコーナー名が変更となった。
阪急うめだ本店 Groovin’FLAG!!
19:20 - 19:40
阪急うめだ本店提供。阪急うめだ本店とのコラボレーションとして2023年9月30日に開催されるファッションショーの情報を届ける。
OMO by 星野リゾート Dive to local
19:00 - 19:20
OMO by 星野リゾート提供。2024年6月にオープンしたOMO7高知に板東が自ら出向き体験した内容を紹介する。
PARCO RADIO WAVE
19:20 - 19:40
PARCO提供。2024年11月で開業55周年となるパルコとJAPAN FM LEAGUE5局とのタイアップコーナー。パルコが運営するライブハウスCLUB QUATTROに所縁があるアーティストのメッセージをお届けする。
FLAVOR and FLAVOR
板東と同年代の女性ゲストを迎えて、その人ならではの味わいと自宅、職場以外で大切にしている第三の場所を紹介してもらうコーナー。
Neon Shower!!!
毎週ゲストを迎えてFLAG!!!にあかりを灯す音のシャワーを届けるコーナー。
miletと夜会やnightかいっ
miletがゲスト出演した際に行う不定期コーナー。